# Engrama (dianética)
Un engrama, tal como se utiliza en dianética y cienciología , es una imagen mental detallada o un recuerdo de un evento traumático del pasado que ocurrió cuando un individuo estaba parcial o totalmente inconsciente. Se considera pseudocientífico y es diferente del significado de "engrama" en psicología cognitiva. Según la dianética y la cienciología, desde la concepción en adelante, siempre que sucede algo doloroso mientras la "mente analítica" está inconsciente, supuestamente se registran engramas y se almacenan en un área de la mente que la cienciología llama "mente reactiva".

## Historia
El término engrama fue acuñado en 1904 por el erudito alemán Richard Semon,  quien lo definió como una "impresión de estímulo" que podía ser reactivada por la recurrencia de "las condiciones energéticas que gobernaron la generación del engrama".  L. Ron Hubbard reutilizó el concepto de Semon cuando publicó Dianética: la ciencia moderna de la salud mental en 1950. Concibió el engrama como una forma de "rastro de memoria", una idea que había existido durante mucho tiempo en medicina. Según el médico Joseph Winter , quien colaboró en el desarrollo de la filosofía de Dianética, Hubbard había tomado el término "engrama" de una edición de 1936 del Diccionario médico de Dorland , donde se definía como "una marca o rastro duradero... En psicología es el rastro duradero dejado en la psique por cualquier cosa que se haya experimentado psíquicamente; una imagen de memoria latente".  Hubbard había utilizado originalmente los términos "Norn", "comanoma" e "impedimento" antes de llegar a "engrama" siguiendo una sugerencia de Winter.  Hubbard equipara la mente reactiva al engrama o banco de memoria reactiva. Un engrama se describe como un "registro a nivel celular" que incluye tanto dolor físico como emocional. Los engramas se almacenan en cadenas o series de incidentes que son similares.  Hubbard describe el engrama como "un rastro definido y permanente dejado por un estímulo en el protoplasma de un tejido. Se considera un grupo unitario de estímulos que inciden únicamente en el ser celular".
Dianética se convirtió en Cienciología en 1952 y el concepto de limpieza de engramas sigue siendo una parte central de las prácticas de la Iglesia de la Cienciología.

## Descripción
En la doctrina de Dianética y Cienciología, se cree que los engramas se originan a partir de incidentes dolorosos, que cierran la "función analítica", dejando a la persona que opere sólo en el nivel "reactivo", donde todo, incluido el dolor, la posición y la ubicación, se experimentan como "aspectos del todo desagradable". Este engrama se reestimula si a la persona se le recuerda la experiencia dolorosa días después, lo que provoca sentimientos de culpa o vergüenza: otro engrama. Este ciclo se llama "bloqueo" en la terminología de Cienciología.
El concepto de engrama de Hubbard evolucionó con el tiempo. En Dianética , escribió que "la palabra engrama, en Dianética, se utiliza en su sentido estrictamente preciso como un 'rastro definido y permanente dejado por un estímulo en el protoplasma de un tejido'", que seguía bastante de cerca la definición original de Dorland . Más tarde repudió la idea de que un engrama fuera un rastro celular físico, redefiniendo su concepto como "una imagen mental de un momento de dolor e inconsciencia". Según Hubbard, siempre que se estimula un engrama, aumenta su poder. Jeff Jacobsen comparó la auditación de engramas en Cienciología con el concepto psicoanalítico freudiano de abreacción , equiparando los engramas a los recuerdos subconscientes dolorosos que la terapia de abreacción trae a la mente consciente. Citó a Nathaniel Thornton, quien comparó la abreacción con la confesión. Dorthe Refslund Christensen describe los engramas en términos sencillos como un trauma, un medio para explicar los efectos a corto y largo plazo de las experiencias dolorosas. Según Christensen, Hubbard escribió sobre la dramatización de un engrama, donde quien sufrió y registró el dolor como un engrama relaciona todas las percepciones sensoriales durante el momento del incidente doloroso con el incidente. Estas percepciones sensoriales se convierten en "reestimuladores" que recuerdan al individuo el dolor y lo impulsan a volver a experimentarlo.
El erudito Richard Holloway escribe que, según la Cienciología, los engramas son “experiencias dañinas que ocurren por accidente”, heridas que se implantan en los thetánes a lo largo de millones de vidas a través del tiempo. A veces, el daño es infligido intencionalmente por thetanes que deseaban tener poder sobre otros thetanes. Las heridas deliberadas se denominan implantes en la Cienciología. Hubbard escribió: “Los implantes dan lugar a todo tipo de enfermedades, apatía, degradación, neurosis y locura, y son las principales causas de estas en el hombre”. Hubbard enseñó que la idea cristiana del cielo es un implante engañoso, ya que hay una serie infinita de vidas después de la primera, contrariamente a la noción cristiana de la otra vida.